# Germán, últimas viñetas
Germán, últimas viñetas es una serie de televisión unitaria argentina de la TV Pública, estrenada originalmente en 2013. La serie biográfica y dramática narra la vida del famoso escritor y guionista de historietas argentino Héctor Germán Oesterheld. Es protagonizada por Miguel Ángel Solá como Oesterheld, junto a Claudio Rissi y Paula Reca. La miniserie, ganadora del concurso de ficciones TDA, fue estrenada el martes 30 de abril de 2013 por la pantalla de la TV Pública. Se transmitió de martes a jueves a las 22:30 hs.
La miniserie de trece episodios se centra en el período que atravesó el creador de El Eternauta y Ernie Pike (entre otras conocidas historietas) a principios de los '70s. Por aquel entonces HGO padecía dificultades económicas luego del cierre de publicaciones y proyectos que había fundado o dirigido, y en consecuencia vendía sus servicios como guionista para las editoriales más exitosas de su tiempo. La serie empieza relatando el momento en el que él va en busca de trabajo a la editorial de historietas más prolífica de la Argentina. Allí las historias son simples y de género, con la particularidad de que los malos siempre son los indios, los cubanos o los extraterrestres. La llegada de Oesterheld provoca una revolución en la editorial y los escritores y dibujantes se sienten tanto atraídos como celosos del maestro. Al mismo tiempo, la dictadura militar que gobernó hasta 1983 se impone por las calles y vigila a la editorial por dentro y fuera, por lo cual Germán es obligado a cambiar de casa para no ser secuestrado. Así se desarrolla la primera mitad de la historia.
En el mismo año que se estrenó la serie salió una versión de la misma editada como película, la cual consta de una duración de 131 minutos. En el 2020 la serie fue reestrenada por la TV Pública, emitiéndose cada sábado.

## Sinopsis
El argumento de la serie narra la etapa final que Oesterheld dedicó a su labor como escritor/guionista y militante político: los años que transcurren entre 1971 hasta su desaparición forzada en 1976. Por entonces Oesterheld se ganaba la vida trabajando para editoriales como Columba y Récord, las cuales tenían una línea editorial opuesta a su manera de pensar el mundo y la Argentina, pero que le permitieron sobrevivir económicamente.

## Elenco
- Miguel Ángel Solá como Hector Germán Oesterheld
- Claudio Rissi como Santos
- Paula Reca como Florencia
- Ezequiel Tronconi como Enrique "Qique"
- Enzo Ordeig como Lito
- Walter Cornás como Carlos
- Javier Pedersoli como Lucho
- Gustavo Pardi como Mariano
- Gabriel Martín Fernández como Comisario Connors
- Rubén Poncetta
- Beatriz Spelzini como Elsa

## Producción
Luego de terminar el guion de la serie el creador de la misma, Luciano Saracino, se juntó con Martín Oesterheld (nieto de Germán) para que le diera su parecer. Juntos trabajaron para revisar el argumento, y así darle la mayor autenticidad posible al retrato de HGO que la serie propone.